# دانش‌آموز سال ۲
دانش‌آموز سال ۲ (به هندی: Student of the Year 2) فیلمی است محصول سال ۲۰۱۹ و به کارگردانی پونیت مالهوترا است. در این فیلم بازیگرانی همچون تایگر شروف، تارا سوتاریا، آنانیا پاندی، سمیر سونی، گول پاناگ، ساحل آناند، آلیا بات، ویل اسمیت ایفای نقش کرده‌اند.